# 究極VS至高
究極VS至高（きゅうきょくVSしこう）は、漫画『美味しんぼ』作中で、東西新聞社員の山岡士郎・栗田ゆう子などが提供する究極のメニューと、帝都新聞と美食倶楽部を主宰する海原雄山が提供する至高のメニューで繰り広げられる戦い。

## 概要
究極VS至高はサブタイトルにも多く使用され、美味しんぼの中核的なものである。当初、帝都新聞社と東西新聞社が毎月第2週の日曜版にそれぞれ一品ずつ連載し、全面対決させる様相を呈していた。だが、週刊タイム上で対決させて掲載することとなってからは、2日前の金曜日午後に紙面を交換し合い、翌週月曜日に食べ比べをして勝敗を決する形を採った。しかしこの設定は第1回目の卵対決のみで、それ以後はお互いのメニュー内容は全く分からないことになっており、毎月の連載についても以後言及がない。また、対決が山岡と栗田の結婚式の後一旦中断していることから、連載も不定期になっていると思われる。後に、大東テレビで対決の模様を番組にすることにもなった。
週刊タイム誌面に掲載されない番外編の対決も存在する。
「魚の醍醐味」ではフグの白子を食べたいが中東に赴任しなければならない正木夫妻にフグの白子の代用品を出す対決で、審査員は京極万太郎のみであり、究極側はタラの白子を用意するも雄山が失笑しフグの白子に匹敵する旨さではなかった。仕切り直し、至高側は子牛の脳みそと究極側は子羊の脳みそを用意し味では互角でフグの白子に匹敵する十分な味であった。最初から子牛の脳みそを用意していたという意味では至高側が上だったが、中東のアラブ文化圏で羊を良く食べるため入手が容易という点で究極側が1本取っている。
「潮風の贈り物」では美食倶楽部の仲居の鈴子が自殺未遂となり物を食べることができなくなってしまった、鈴子に思いを寄せている良三が必死になって料理を作って食べさせようとするがうまくいかずに、雄山も責任を感じて鈴子に食べさせようと手を焼いていた。良三が兄の精一の岡星に行き、精一が常連客である山岡に助けを求めて電話して士郎が協力することになる。士郎は故郷のハバノリなど海苔系統の海産物は味が微妙に違うので故郷を思い出させればよいとして、ゆう子と共に鈴子の故郷の伊豆まで材料仕入れに行って良三に提供し、良三が病床の鈴子のそばで七輪で調理し香りで故郷を思い出させて正気に戻して食べさせることに成功し究極側が大勝利している。今回は審査員がいなかったが士郎に助けられて雄山は出る幕がなかった。
緑健農法のトマトは先に究極側が発見し導入していたが、至高側も気に入って後に取り入れており、スパゲッティ対決では素材の良さを引き出して毎日でも食べたいとして至高側が勝利している。

## 戦績
| 回数   | サブタイトル               | テーマ                              | 究極のメニュー | 結果                  | 至高のメニュー                                                                                     |
| ------ | -------------------------- | ----------------------------------- | --- | --------------------- | -------------------------------------------------------------------------------------------------- |
| 1      | 究極VS至高                 | 卵の前菜                            | ゆで卵トリュフソース | 引き分け              | 卵の黄身の味噌漬け                                                                                 |
| 2      | 対決!!野菜編               | キャベツとカブの料理                | フグの白子のキャベツ包み | 引き分け （一勝一敗） | キャベツの芯トマトソースがけ                                                                       |
| 2      | 対決!!野菜編               | キャベツとカブの料理                | カブの山ぶどうの汁漬け | 引き分け （一勝一敗） | カブとマッシュルームペースト                                                                       |
| 3      | 餃子の春                   | 餃子                                | 水餃子 | 引き分け              | 蒸し餃子                                                                                           |
| 3      | 餃子の春                   | 餃子                                | 黒砂糖餃子 | 引き分け              | 蒸し餃子                                                                                           |
| 4      | エイと鮫                   | エイ料理                            | エイの縁側のバターソース | 引き分け              | エイのドレッシング和え                                                                             |
| 5      | 生肉勝負!!                 | 生肉料理                            | タルタルステーキ | 至高                  | ユッケ                                                                                             |
| 5      | 生肉勝負!!                 | 生肉料理                            | 馬刺し | 至高                  | カルパッチョ                                                                                       |
| 番外編 | 対決!村おこし              | 村おこしのための料理・企画          | ラーメン | 引き分け              | 川魚のすくい穫り                                                                                   |
| 番外編 | 対決!村おこし              | 村おこしのための料理・企画          | ラーメン | 引き分け              | スペアリブ大会                                                                                     |
| 6      | 蒸し焼き勝負               | 蒸し焼き料理                        | 仔羊の塩蒸し | 至高                  | アワビの塩蒸し                                                                                     |
| 7      | カキの料理法               | カキ料理                            | カキの清蒸 | 究極                  | 生ガキ                                                                                             |
| 7      | カキの料理法               | カキ料理                            | カキの清蒸 | 究極                  | カキのクリーム煮                                                                                   |
| 7      | カキの料理法               | カキ料理                            | カキの清蒸 | 究極                  | カキのサンショウだれ                                                                               |
| 8      | 豆腐勝負!!                 | 豆腐料理                            | ザル豆腐 | 究極                  | 汲み出し豆腐                                                                                       |
| 9      | カツオのたたき             | 鰹のタタキ                          | 拍子木形カツオのたたき | 至高                  | 洋風カツオのたたき                                                                                 |
| 10     | カレー勝負                 | カレー                              | カニのカレー | 引き分け              | ポークカレー                                                                                       |
| 11     | 対決!!スパゲッティ         | 日本人好みのスパゲッティ            | 生ウニとイクラのスパゲッティ | 至高                  | ニンニクスパゲッティ                                                                               |
| 11     | 対決!!スパゲッティ         | 日本人好みのスパゲッティ            | アワビのスパゲッティ | 至高                  | トマトソーススパゲッティ                                                                           |
| 12     | 菓子対決!!                 | お菓子                              | 柿の羊かん | 引き分け              | 干し柿                                                                                             |
| 13     | 究極の披露宴               | 披露宴料理                          | 野草料理 | 引き分け              | お惣菜料理                                                                                         |
| 14     | 長寿料理対決!!             | 長生きのための料理                  | 素食（お惣菜料理） | 究極                  | 烏骨鶏・朝鮮人参・乾物のスープ                                                                     |
| 14     | 長寿料理対決!!             | 長生きのための料理                  | 素食（お惣菜料理） | 究極                  | スッポンとフカヒレの鍋                                                                             |
| 14     | 長寿料理対決!!             | 長生きのための料理                  | 素食（お惣菜料理） | 究極                  | 豆苗の炒め物                                                                                       |
| 14     | 長寿料理対決!!             | 長生きのための料理                  | 素食（お惣菜料理） | 究極                  | ニンニクの芽の炒め物                                                                               |
| 14     | 長寿料理対決!!             | 長生きのための料理                  | 素食（お惣菜料理） | 究極                  | 栗飯                                                                                               |
| 14     | 長寿料理対決!!             | 長生きのための料理                  | 素食（お惣菜料理） | 究極                  | ツバメの巣                                                                                         |
| 15     | 鮭勝負!!                   | 鮭料理                              | 生鮭のドレッシング和え 花びら風味 | 至高                  | 鮭の皮と腹の身の塩焼き と照り焼き                                                                  |
| 15     | 鮭勝負!!                   | 鮭料理                              | 生鮭のドレッシング和え 花びら風味 | 至高                  | 鮭の赤身の揚げ餅                                                                                   |
| 16     | 鍋対決!!                   | 鍋料理                              | 万（よろず）鍋 | 至高                  | スッポン鍋                                                                                         |
| 16     | 鍋対決!!                   | 鍋料理                              | 万（よろず）鍋 | 至高                  | フグチリ                                                                                           |
| 16     | 鍋対決!!                   | 鍋料理                              | 万（よろず）鍋 | 至高                  | アワビのシャブシャブ                                                                               |
| 16     | 鍋対決!!                   | 鍋料理                              | 万（よろず）鍋 | 至高                  | ハモとマツタケの鍋                                                                                 |
| 16     | 鍋対決!!                   | 鍋料理                              | 万（よろず）鍋 | 至高                  | 松葉ガニのカニ鍋                                                                                   |
| 17     | 新・豆腐勝負               | 豆腐料理                            | あんかけ豆腐 | 引き分け              | 究極側と同じ                                                                                       |
| 17     | 新・豆腐勝負               | 豆腐料理                            | 土鍋豆腐のアワビと黄ニラ詰め | 引き分け              | 究極側と同じ                                                                                       |
| 17     | 新・豆腐勝負               | 豆腐料理                            | 豆腐のステーキ | 引き分け              | 究極側と同じ                                                                                       |
| 18     | 魅惑の大陸                 | オーストラリアの食材料理            | 野菜のパテのうさぎ肉乗せ | 引き分け              | サメの切り身・すり身団子                                                                           |
| 19     | サラダ勝負                 | サラダ                              | グリーンサラダ | 引き分け              | トマト                                                                                             |
| 20     | 豊穣なる大地               | サウス・オーストラリアの 食材料理   | 小鮫の天丼 | 至高                  | カンガルーのロースト                                                                               |
| 21     | おかず対決                 | 大根を使ったご飯のおかず            | 薄切りの聖護院大根・塩鮭のそぼろ | 引き分け              | カラスミ・コノワタを挟んだ聖護院大根                                                               |
| 21     | おかず対決                 | 大根を使ったご飯のおかず            | 糠漬け大根の大根おろし | 引き分け              | 大根のステーキ                                                                                     |
| 22     | 激突 アボリジニー料理!!    | アボリジニー料理                    | 大トカゲの串焼き | 引き分け              | クロコダイルのパイ包みカレー風味                                                                   |
| 22     | 激突 アボリジニー料理!!    | アボリジニー料理                    | エイのレタス巻き | 引き分け              | バラマンディーの蒸し焼き                                                                           |
| 22     | 激突 アボリジニー料理!!    | アボリジニー料理                    | 蜜蟻 | 引き分け              | 蟻                                                                                                 |
| 23     | オーストラリアン・ドリーム | オーストラリアが与える"夢"          | ミルキング・ヴィールのステーキ | 引き分け              | エミューの肉料理 りんご・梨のソース                                                                |
| 23     | オーストラリアン・ドリーム | オーストラリアが与える"夢"          | マロン（ロブスター） | 引き分け              | エミューの肉料理 りんご・梨のソース                                                                |
| 24     | おせち対決                 | おせち料理                          | 日本各地の郷土料理 | 究極                  | 水・塩                                                                                             |
| 24     | おせち対決                 | おせち料理                          | 日本各地の郷土料理 | 究極                  | 鯛・米・みそ汁                                                                                     |
| 25     | 愛ある朝食                 | 朝食                                | 洋風の朝食 | 究極                  | 和風の朝食                                                                                         |
| 26     | 熱闘!クイーンズランド      | クイーンズランドの食材料理          | スパナー・クラブのラビオリ包み ホワイトソース煮                                                                                                | 引き分け              | エビと帆立のラビオリ包み ホワイトソース煮                                                          |
| 26     | 熱闘!クイーンズランド      | クイーンズランドの食材料理          | バラマンディの木の皮包み焼き | 引き分け              | グローパーの鍋                                                                                     |
| 26     | 熱闘!クイーンズランド      | クイーンズランドの食材料理          | ダチョウのステーキ ラム酒のソース | 引き分け              | ダチョウのステーキ グリーンペパーソース                                                            |
| 26     | 熱闘!クイーンズランド      | クイーンズランドの食材料理          | コーヒーの実 | 引き分け              | ライチィ                                                                                           |
| 27     | 結婚披露宴                 | 究極・至高のメニューの 完成発表     | 前菜（ゆで卵トリュフソース・大トロの炭火焼き ・豆腐よう・フグの唐揚げ・牛肉の刺身）                                                            | 結果なし              | ミンク鯨の刺身・鯛の刺身                                                                           |
| 27     | 結婚披露宴                 | 究極・至高のメニューの 完成発表     | 仏跳牆 | 結果なし              | ミンク鯨の刺身・鯛の刺身                                                                           |
| 27     | 結婚披露宴                 | 究極・至高のメニューの 完成発表     | 懐石料理（白味噌汁・柔らかめのご飯 ・鯛の細造り・鴨丸の椀・鰯の塩焼き ・マナガツオの味噌幽庵焼き）                                             | 結果なし              | お総菜（ご飯・豆腐の味噌汁 ・あんかけ豆腐・大根と鶏のモツの煮物 ・大根の葉と茎の漬け物）           |
| 28     | 対決再開！オーストラリア   | ニューサウスウェールズ州 の食材料理 | 弁当（エンドウ豆の炊き込みご飯 ・しめシマアジ・野菜のテリーヌ ・エミューの生ハムのサラダ ・ザリガニのバター焼きニンニク風味 ・赤飯まんじゅう） | 引き分け              | ウィチェッティ・グラブの幼虫の ポタージュスープ                                                    |
| 28     | 対決再開！オーストラリア   | ニューサウスウェールズ州 の食材料理 | 弁当（エンドウ豆の炊き込みご飯 ・しめシマアジ・野菜のテリーヌ ・エミューの生ハムのサラダ ・ザリガニのバター焼きニンニク風味 ・赤飯まんじゅう） | 引き分け              | おせち料理（キング・クラブ・蒸しアワビ ・ラムの刺身・牡蠣の炒め物 ・レンコン、大根、人参の酢の物） |
| 29     | 水 対決                    | 水を中心とする料理                  | スズキの洗い | 引き分け              | バラの花にためた水                                                                                 |

通算成績は究極側の29戦5勝7敗16分1結果なし
※劇中の結婚披露宴での山岡士郎の発表では究極側の34戦6勝13敗15分となっている

## 詳細

### 究極VS至高
初卵（その鶏が初めて生んだ卵、それがわかるということは必然的にその卵が美味しいということ）を使用した至高側と材料の差が歴然としていたため至高側の勝利となりかけた。しかし唐山陶人が「料理法の評価が抜けている」ことを指摘したため、同じ卵を使って作り直すことになる。作り直しではゆで卵ではなく卵の黄身だけを使用したことにより、至高のメニュー“卵の黄身の味噌漬け”をしのぐ味となった。全ての過程をふまえ、結果は引き分けとなった。

### 対決!!野菜編
第1回の対決は材料の差によりやり直したため、雄山がキャベツとカブを提供し、同じ材料で闘うことになる。キャベツ料理では素材の良さを100%出した至高が勝利。続くカブ料理では山岡は“カブの焼き鮎出汁煮”を出す予定でいたが、雄山がカブの風味の問題点を指摘し、出す以前から負けを覚悟する。その様子を見た雄山が再勝負になるように仕組み、後日やり直しとなる。あらためての勝負で究極側は“カブの山ぶどうの汁漬けくるみソース”を出して勝利。1対1の引き分けとなった。

### 餃子の春
従来の餃子のもつ「皮の旨味が足りない」ことと「必ずニンニクを使う」という二つの問題点を打開するものとして、究極側は水餃子、至高側は蒸し餃子を出す。皮に米粉を使った蒸し餃子に対し水餃子は新味が無く、当初は至高側が有利であった。しかし黒砂糖餃子を出したことで後口をさっぱりさせ、食事としての評価が上がり、結果は引き分けとなった。

### エイと鮫
鮫料理の美味しさに感動した週刊タイム側の提案で、同じく下魚と見なされているエイを題材にした対決。フランス料理店「ラ・レ・ドール」の斉藤シェフが作った、新鮮なエイの白身を用いた上品でさわやかな至高側の料理と、「ドデュ・ダンドン」広田シェフが作ったエイのヒレの部分を使い、エイの野性味を強調し洗練させた究極側の料理は、審査員の間でも意見が分かれけんかをする審査員もあらわれた。結果は引き分けとなる。

### 生肉勝負!!
至高側はユッケ、牛のカルパッチョと牛肉を用いた料理を出す。一方、究極側は馬肉を用いたタルタルステーキ、馬刺しを出すが、これが審査員として加わっていた大馬主である藤馬氏を怒らせてしまい、配慮を欠いた料理と見なされ、至高側の勝利となる。しかし、藤馬が審査員に入ることを知りながら馬肉を出した山岡の判断は、この勝負に美食倶楽部の調理人の座がかかる至高側の調理人、下村に勝ちを譲ったことは明らかであり、海原雄山の申し入れにより勝負は無効となった。

### 対決!村おこし
山岡たちは偶然訪れた湖東村で、名物料理を作ることで村おこしを考えていること、いがみあう湖西村も同じことを考えていることを知る。そして海原雄山が湖西村の助っ人として村おこしを企画することを知ったことから、湖東村に協力することになり、どちらの村おこしが優れているかという対決が行われた。至高側は人工の川にアユやマスを放流し、それを獲って食べる魚のすくい獲り、味付けを自分で考えるスペアリブ・コンテストを企画する。究極側は当初、個人・複数人との契約で鶏、豚、牛それぞれの養殖を行い、契約者に安全で健康な肉を提供することで、湖東村を肉の村とする企画を出す。この企画に対し、海原雄山が至高側の企画を漁業の盛んな湖西村と畜産の盛んな湖東村それぞれで行うことで両村の和解を考えていたことが明らかになり、至高側の勝利となりかける。しかし、湖東村の青年砂川の「互いの村が案を出し合うことで対等な協力関係になれる」という主張で、日をおいて山岡は再び村おこしの企画を考えることになる。そして村の料理屋でラーメンを作ったことから、出汁に使う魚を湖西村で作り、チャーシューに使う豚を湖東村で作るというラーメンを考案。これも両村で行うことになり、両企画とも和解への第一歩となったことで結果は引き分けとなった。なお、今回は通常の審査員は誰も姿を見せずに、番外編という扱いとなっている。

### 蒸し焼き勝負
周大人の誕生日祝いの意味もこめられた対決。先攻の究極側は、山岡が子供の砂遊びから塩蒸しを思いつき、岩塩で子羊のリブを包んで蒸し焼きにした子羊の塩蒸しを出す。これも評価の高い料理だったものの、至高側は同じ塩蒸しの技法を用いて、更に深い味を持つアワビの塩蒸しを作る。うまさもさることながら、中国人の周大人も脱帽するアワビの料理法であり、至高側の勝利となった。

### カキの料理法
海原雄山にオードブルとして安易な生ガキを出したことにより、店の評判を落とされた料理人、川地と知り合ったことから、カキ料理での対決が行われた。至高側は、一般の食べ方より格段に洗練された生ガキ、カキの白ワイン煮キャビア添え、焼きガキのサンショウソースと上品で洗練されたカキ料理を出す。これに対し究極側は、中国料理の技法を用い、蒸したカキに熱した油をかけることで、鮮烈な味と香りを持つカキの清蒸を出した。少々荒っぽいとされながらも鮮烈の極みとされた、究極側の勝利となった。しかし、対決前に海原がカキ料理で魅力的なのは、鮮烈な香りであることを暗示していたことなどから、川地は海原が自分の店の評判を落とした償いに、わざと負けてくれたのではないかと考えていた。

### 豆腐勝負!!
至高側は豆腐を型に入れて水分を抜く前の段階で食す、汲み出し豆腐を出す。一方、二木まり子の画策により、この情報を対決前に知ってしまった山岡は対決の中止を申し出るが、山岡に汲み出し豆腐を超えるものは作れないとして海原雄山は申し出を拒否。しかしその後、汲み出し豆腐を超えるものとして、「一番うまい豆腐は、やはり豆腐」という答えを山岡に教える。予定通り汲み出し豆腐を出した至高側に対し、究極側は汲み出し豆腐をザルにのせ、自然に水分を切ることでうまさを残したまま舌ざわり、歯ごたえを加え、汲み出し豆腐よりも豆腐らしさを増したザル豆腐を出す。判定は究極側の勝利となったが、前回に続いて海原雄山に勝ちを譲ってもらう形となった。

### カツオのたたき
カツオのタタキの本場高知県で行われた対決。究極側は従来のカツオのタタキの問題として血の匂いが強く、身がモチモチして柔らか過ぎることを挙げた。それに対応するために、厚さ七、八ミリの拍子木型に切ったカツオのタタキを氷詰めの容器の中入れ充分に冷やすことで、匂いを抑えると同時に歯ごたえを楽しむ料理を出す。これに対して、至高側は、カツオを生で食す料理ならすべてタタキと呼んでいいのではないかとして、西洋風に調理したカツオ料理を出す。脂の乗っていない初ガツオに、香草やフレンチドレッシングなどを混ぜたソースをかけることで秋のもどりカツオの濃厚な味を作りだした。カツオの漁法に関しても、一本釣りのカツオを使用した究極側とは違い、釣ったカツオを一匹ずつたぐり寄せてすぐに殺し、血を抜くことで血の匂いを消し、暴れないことで身が極力傷まないという漁法をとったため、山岡の言ったカツオの問題点をすべて覆す料理となっている。味、調理法ともに至高側が勝っており、審査を待たず究極側が負けを認める結果となった。なお、海原雄山が依頼された銀行の新人社員に向けた講演の一環として突如提案した対決であるためか、通常参加している審査員の面々は姿を見せていない。

### カレー勝負
究極側はオーストラリア産のマッドクラブを直火で焼いて身をご飯の上に乗せ、その上からカレーソースをかけるカニのカレーを出す。スリランカ・インドを巡り得た、カレーは自由に作るものだという考えに従い、カツオ節を用いて味の根底を作るなど、日本人好みのカレーとなった。一方、至高側はありふれた豚のバラ肉を使いながらも、スパイスを巧みに使い、味と香りを重層的に構築したカレーを作る。スパイスの使い方、香りの鮮烈さからカレーの真髄と呼べるものであり、山岡は負けを認めるが、究極側の自由な発想による新しいカレーの味も審査員に評価され、結果は引き分けとなった。

### 対決!!スパゲッティ
日本人の好みに合ったスパゲッティを作るという条件での対決。至高側はニンニクスパゲッティ・トマトソーススパゲッティという単純な料理を出す。これに対し、究極側は生ウニのソースとイクラのスパゲッティ、アワビの肝のソースに身の薄切りを乗せたスパゲッティを出す。審査員は当初、究極側の旨さに心を惹かれたが、麺の持つうまさを十分に引き出したのはどちらかという事実に気づき、ソースの旨さで麺を包み込んでいる究極側よりも、素材の持つ本質的な旨さを引き出した至高側の勝利となった。

### 菓子対決!!
海原雄山の提案で、和洋や材料を限定せず菓子全般を対象とした対決。対決前から海原雄山は「菓子の根本」として用いる材料を決めていたが、これを不公平として究極側にもそのヒントを示す。そのため両者とも柿を用いた菓子となった。至高側は砂糖や香料を使わない干し柿で「菓子」の根本を、究極側は樽柿を用い、砂糖、ジンなどを加えた柿の羊かんで人間の甘いものへのあこがれを表現する。優劣がつけがたく、結果は引き分けとなった。

### 究極の披露宴
披露宴の料理を題材とした対決。至高側は結婚披露宴とは本来、結婚する相手を親族・知人に紹介する場であるとして、両家の家庭料理を再現したお総菜料理を出す。対して、同僚の田畑と荒川の披露宴を任された究極側は、結婚披露宴は互いの絆を強める祭りでもあったとし、新郎新婦が自分たちでつんだ野草を使った料理を出す。双方とも演出、料理ともに素晴らしく、また披露宴に優劣をつける訳にもいかず結果は引き分けとなった。今回は披露宴での題目のため、対決（料理の披露）は別々の日に行われ、究極側は先に行われた至高側の披露宴に出席して（披露宴を執り行う2つの両家とも双方に出席）その後にアイデアを出している。

### 長寿料理対決!!
健康を養う栄養を摂取するという食べ物と長寿の関係を題材にした対決。対決が決まった後、栗田は祖母たま代と大柱永一の沖縄旅行からのお土産である石垣島の浜辺の砂を貰うが、夢にサンゴの精が出て石垣島のサンゴを助けるように懇願される。そして長寿日本一が沖縄だと調べ、偏見から沖縄料理が嫌いだった大原を説得し、世界味めぐりとの共同企画として二木まり子と近城の4人で沖縄に向かう。そこで海原に遭遇し、海原から「わざわざ沖縄に来てまで長寿の秘訣を知ろうとするのは食べ物の基本がわかっていない証拠」と指摘されてしまうが、次に向かった先の琉球大学の教授に海原に勝つ知恵を授けてもらう。その後、石垣島を訪れた際にサンゴ礁の広がる美しい海が新石垣島空港建設予定地になっていることを知る。そこに石垣島をリゾート地にしようとする空港建設推進派の筒金会長と一緒に歩く海原が現れる。筒金は海原にリゾート開発の立案を海原に依頼するが自殺と長生きを両方願っている愚か者に協力は出来ないと言い放たれる。海原は筒金が何故愚か者かを説明するように山岡に言ってその場を後にする。その後、山岡は筒金に会いに行き、海原の発言の意味を教えると同時に、筒金の姿から長生きのための料理をひらめいたとして、後日対決の招待状を送る事を伝え東京に帰った。そして対決の日を迎え至高側は烏骨鶏、フカヒレ、スッポン、燕の巣など高価で体に良い成分を多く含み、なおかつ旨い料理を揃えるが今回の料理が精力剤と勘違いすることを注意するため、石垣島のリゾート開発に触れ、招待された筒金にも聞こえるように一喝する。一方究極側は、ミミガーや足テビチにゴーヤといった食材を用いた沖縄のお総菜を参考に日本全国何処でも手に入る食材を使った長寿食として出す。正しい栄養学に従い、風土に根ざした料理を食べることが長寿に繋がるという観点から、究極側の勝利となった。対決後ひさしぶりとなる祝勝会を開き、大原は今回の勝ったお礼として石垣島の新空港建設問題を社を挙げて取り組むことを約束する。

### 鮭勝負!!
究極側は極薄に切った生鮭にレモン・オリーブオイル・エシャロットのドレッシングをかけ、菊の花びらのみじん切りをのせた料理を出す。これに海原雄山は激怒し、究極側に失格を言い渡す。そして、至高のメニューとして鮭の皮と腹身をまるめて焼いたもの、鮭の赤身を具に入れた揚げ餅を出す。究極と至高の違いは生と火を通したという点であり、鮭にはアニサキスなどの寄生虫が寄生している場合があり、生鮭を用いた究極側は失格となりかけるが、寄生虫の専門家を用意し、調理法も寄生虫を検査するためのものであったことから失格は免れる。しかし危険は避けるべきであり、生鮭を使ったのは冒険であるとして減点は避けられず、至高側の勝利となった。

### 鍋対決!!
「週刊タイム」オーナー団の提案。雄山は「鍋料理はその土地や各家庭でお気に入りの鍋があるから、他の鍋を『究極』だ『至高』だと言えば多くの人を不快にさせる」と主張。対決前に茶人、ノ貫（へちかん）に出会い、そのもてなしの心を鍋料理に取り込もうとした究極側は、手に入りやすい食材を多く揃え、タレも薬味も個人の自由に食べる万鍋を作る。これに対し、海原雄山はもてなしの心を誤解していると指摘（特別審査員のノ貫曰く「こだわりの無さと媚を売ることをかけ違えた」）。至高の五大鍋としてスッポン鍋、フグチリ、アワビのシャブシャブ、ハモと松茸の鍋、松葉ガニの鍋を揃える（ただし、松茸が季節外れということから、ハモと松茸の鍋は実際には出さず、説明のみ。また、アワビのシャブシャブは究極側の確立した調理法であると断っている。）。鍋料理を用いたもてなしの心を最大限に表し、世間の批判も起こらないということから、至高側の勝利となった。
ちなみにこの対決が始まる前、究極側が帝都新聞社社長嶺山の豪華な接待にうんざりしていたアメリカの上院議員をノ貫のと似たもてなしで満足させたことがある。つまり究極側はもてなしの心をある程度理解しながら、嶺山と同じ失態を犯したことになる。

### 新・豆腐勝負
対決前に山岡は「究極の豆腐」を完成させる。それに友人の事情も絡み、以前の豆腐勝負とは違い料理法に主軸をおいた豆腐勝負を申し出る。それに伴い、海原雄山にも間接的にではあるが、「究極の豆腐」の情報を教える。そして当日、究極側が出した、あんかけ豆腐、アワビ・黄ニラを詰め、土鍋でスープと共に蒸した豆腐、豆腐のステーキは「究極の豆腐」を用いて作られた。「究極の豆腐」とは「その料理法に合わせて固さ、味の成分を変えた豆腐をそれぞれ作る」という発想で作られる豆腐であった。山岡から間接的に伝えられた情報から、海原雄山も同様の豆腐を作っていたが、究極側と同じものだと思われることを危惧し、料理を出す前に勝負の規約のあいまいさを指摘し、対決を中止する。後日、やり直しとなった対決で、究極側は前回と同じ料理を出し、至高側も一見まったく同じものに見える料理を出す。だが、至高側の豆腐は「究極の豆腐」をさらに改良したものであり、味では至高側が上回った。しかし、先に手を見せた究極側の不利は変わらず、また至高側の料理は究極側の改良であって独創でないということから、結果は引き分けと判断された。

### 魅惑の大陸
オーストラリアを舞台に行われた対決。至高側はサメの切り身、すり身団子をウニを使ったタレで食す料理を出す。オーストラリア産の食材を日本の技法を用いて調理することで、多文化主義の思想を表現。究極側は、野菜のパテの上にうさぎ肉を乗せる料理で、延々と続くうさぎ避けのフェンスを作ったオーストラリア人の開拓者魂と大地の豊穣さを表現する。どちらもオーストラリアの素晴らしさを十分に表現しているとして、結果は引き分けとなる。

### サラダ勝負
究極側は、見た目は一般的なグリーンサラダだが、「人間は本質的に生野菜が好きではない」という考えに基づき、油と酢を使わないドレッシングを作り、いったんサラダをつけた後、それを飛ばしてしまうことで野菜本来のうまさを損なわない、ほのかな味付けをしたサラダを出す。至高側も究極側と基本的には同じ考えに基づいているが、生で食べても美味しいトマトをそのまま出し、サラダはドレッシング類を使わなくてもいい野菜を使い、食卓に華やぎを与えるものだという考えを示す。結果は引き分けとなった。

### 豊穣なる大地
オーストラリア対決の第二弾。至高側の料理はカンガルーのロースト。赤ワインで下味をつけた肉に、100年物のポート・ワインを使った素晴らしい香りと味を持ったソースをかける。これに対し、究極側の料理は小鮫を用いた天丼。衣にオーストラリアの国民的な飲み物であるビールを混ぜることで、風味を加え、味をひきしめる工夫をとる。究極側の天丼も素晴らしかったものの、100年物のポート・ワインが示した力、惜しげもなく使った決断力が評価され（究極VS至高の対決には「長寿料理対決!!」で、予算枠と材料の入手難易度は評価の対象外としており矛盾が生じる）至高側の勝利となった。

### おかず対決
飯のおかずをテーマとした対決。事前に海原雄山によって大根が題材に決められた。至高側は薄切りにした聖護院大根を薄く塩をしたものに、カラスミ、コノワタを挟んだもの。輪切りにした大根を牛の各部でとった出汁で煮て、炭火で表面を焼いた大根のステーキを出す。究極側は塩鮭のそぼろを乗せたご飯を薄切りの聖護院大根で包む料理、一夜漬けの糠漬け大根の大根おろしにかつお出汁のタレをかける料理を出す。また、テーマは飯のおかずだが、至高側は新潟産のコシヒカリに山形産の香り米を加えたもの。究極側は宮城のササニシキに高知産の香り米を加えたものと、米に関しても双方異なるものを用意している。結果は甲乙つけがたく、引き分けとなった。

### 激突 アボリジニー料理!!
オーストラリア対決の第三弾。先住民アボリジニーの食文化をテーマとした対決。至高側はクロコダイルの身と野菜をカレー風味をつけ炒め、パイ皮で包みオーブンで焼いた料理。オーストラリアの川に棲む魚、バラマンディを網脂、蓮の葉でくるみ炭火の熾の中で蒸し焼きにしたもの。デザートにビタミンCを大量に含んだ液を腹にためた緑色の蟻を出す。究極側はゴアナという大トカゲの串焼き。エイの身をほぐし、つぶした肝をからめたものをレタスで巻いて食べる料理。デザートにお腹に蜜をためる蜜蟻を出す。双方ともアボリジニーの食材、調理法を用いた素晴らしい料理を提供、結果は引き分けとなった。

### オーストラリアン・ドリーム
オーストラリアが日本に与えてくれる“夢”をテーマとした料理を作る対決。山岡は対決前の富井副部長の発言から、オーストラリアが“非汚染”を夢と定め、それを表現する料理作りに取りかかる。しかし、タスマニアで出会った海原雄山から「非汚染など日本には実現不可能な夢」と指摘されてしまう。対戦当日、至高側はオーストラリアの多人種、多文化主義が日本にとって目指すべき夢であるとして、エミューの肉に共にオーストラリアで栽培されている、日本種のりんご「ふじ」と梨「二十世紀」を使ったソースをかけた料理を出す。一方究極側は、当初の“非汚染”の夢は変更せずに、オーストラリアの雨水、タスマニアの仔牛ミルキング・ヴィールで非汚染の素晴らしさを示す。そして、マロンという小型のロブスターを出した後、日本における農薬の減少とザリガニの増加の例について触れ、“非汚染”の夢は困難だが実現不可能な夢ではないと主張。審査員は、双方の夢とも辛口だが夢は多いほうがいいという判断し、結果は引き分けとなった。

### おせち対決
お正月のおせちを題材とした対決。究極側は、対戦前に栗田の提案で美食倶楽部で働くおチヨを助っ人として借りる。その後援軍として、以前美食倶楽部で働いていたおウメ、おタネが加わり、山岡の母のおせち料理を伝授する。また、栗田の大学の後輩であり、「田舎研究会」の三人が調査したビデオから山岡は究極のおせちを発想する。
そして、対決当日。先攻の至高側のおせちは、自然水と水道水、海水から天日製塩法で作った塩と、電気製塩法で作った塩を比べ、養殖物の鯛、カリフォルニア米のご飯、輸入物の大豆で作られた味噌、豆腐の味噌汁と共に並べることで、環境汚染や食物汚染から日本を救うことを喚起させるという、華やかなおせちとは言い難い内容となった。一方、究極側は、対決前に得た情報から、イカめし、アンキモ、百合根、カブラ寿司といった日本各地の郷土料理を並べることで、正月に日本中の味を味わうというおせちを出す。また、環境破壊や人材不足から日本の郷土料理が危うくなっている事実を喚起するという、基本的には至高側と同じ主張であることも説明する。結果は、料理と呼ぶには寂しすぎる内容の至高に対し、地方色豊かな郷土料理を用いた究極側の勝利となった。対決後、味気ないメニューを出した海原雄山は、妻の料理が相手に伝わっていることから、間接的にせよ亡き妻を打ち負かすことができなかったのだと栗田は解釈していた。

### 愛ある朝食
対決前に栗田から、今回は山岡の協力なしで一人でメニューを考えると提案。栗田は、おチヨから山岡の母が作っていた朝食を教えられるとともに、それを超えるメニュー作りを決意する。先攻の究極側のメニューは牛乳、野菜サラダ、紅茶、コーヒーといった平凡なメニューが続くが、焼きたてのパン、国産夏みかんのマーマレード、そして作りたて鮮度抜群のバターで審査員を驚かせ、自家製のヨーグルトで締めくくる。至高側は、第一に天然水、そして米の飯、豆腐の味噌汁、焼き海苔、大根の糠漬け、ほうれん草のおひたし、アジの干物、ゆで卵、梅干しと和風の朝食を用意する。そしてこれは関東地方の朝食の一例であり、栄養的に釣り合いがとれていれば、自分の育った土地の伝統的な朝食が最良の朝食であるという考えを示す。また、環境破壊や食物資源の減少から現在では用意することは難しくなっていることも指摘する。栗田はそのような視点を欠いた自分の考えの浅さから、負けを覚悟するが、究極側に至高側のような視点が欠けていたとは判断されず、暖かい愛情のこもった焼きたてのパン、作りたてのバターに日本社会が目指すべき回答が込められていると解釈され、結果は究極側の勝利となった。対決後、パンとマーマレードは山岡の母の料理であったこと、そこに作りたてのバターを加えることで一枚上をいった朝食を作ったことが海原雄山とのやりとりで明らかとなった。

### 熱闘!クイーンズランド
オーストラリア、クイーンズランド州を舞台とした対決。オーストラリア対決は材料が豊富であり、両方のメニューを一度に味わうのはきついという審査員からの申し込みがあり、発表を二日に分けての対決となった。先攻の至高側のメニューは、前菜を除いて究極側が予定していたものと同じであり、なおかつ高評価を得たことから究極側は大幅な手直しを迫られる。その後、途中で一行から分かれていた二木まり子がケアンズで見かけたペーパー・バーク・ツリーを見にむかう。その途中で通りかかった砂糖畑からダチョウのステーキのラム酒ソースを、紙のように皮がめくれるペーパー・バーク・ツリーからバラマンディの木の皮包み焼きを思いつく。さらに、前菜に用意していたスパナー・クラブを至高側と同じラビオリ仕立てにすることで、意図的に同じようで同じでない料理を作り、差をつけるとともに異民族の融和を料理で表すことで勝利を狙う。至高側の一枚上をいった究極側の勝利となりかけるが、やはり後攻めの有利を考慮するべきとして、結果は引き分けとなった。

### 結婚披露宴
山岡と栗田の結婚が決まり、その披露宴の席上で究極のメニューの完成発表を行うことが決まる。同時に二木、近城の二人も結婚を予定していたところ、その披露宴の料理を至高のメニューに担当してもらうことを栗田が提案。帝都新聞側も同時に完成発表をすることを希望し、これを承諾するが、肝心の海原雄山の許可が取れず、話は難航する。
しかし、どのような形でも海原雄山の披露宴出席を願う栗田の説得もあり、至高のメニューは二木、近城のためのメニューとして完成発表を行うこととなり、両組の合同披露宴で対決が行われることとなった。先攻の至高側は、旨さと同時にこれからの日本の若者へのメッセージが込められた前菜として、鯨の尾の身の刺身、鯛の刺身を出す。そして「至高の中の至高」として出した料理は、平凡なお総菜料理であった。一同は落胆、失笑するが、見た目はただのお総菜であるものの、選び抜かれた素材、料理法で作られており、ただのお総菜とはまったく異なる旨さの料理となっていた。これは海原の妻がかつて作ったものであり、結婚しようとする若い男女へ、とりわけ山岡への強いメッセージを持つ料理であった。この後にも至高のメニューによる大ご馳走を用意していたが、ここで一旦究極側に発表の場を譲る。後攻の究極側は前菜としてかつて対決で提出した料理や、今まで究極のメニューに採用した料理を出す。途中、山岡はいままでの敗北を認め、続くメニューを作れたのは至高のメニューのおかげと発言。その究極の前菜として、中華料理の仏跳牆をさらに日本人の嗜好に合うように改良した、超・仏跳牆を出す。そして、究極のメニューの完成版として、懐石料理を発表。その精神性、洗練された料理、素晴らしい食器の文化は、究極のメニューが目指すべきものであり、同時に乗り越える目標と説明。また、海原雄山との対決で自身を鍛えてもらったことも認めるが、最後には喧嘩を売るような発言をし、究極側もこの後、大ご馳走で対抗することを宣言する。その時、審査員から不満の声が挙がる。それは、究極・至高のメニューともに、未完成であり、限りなく高い目標に向かって努力を続けるべきであるという主張であった。この主張を受けて、大原社主は究極のメニューの続行を宣言、続いて至高のメニュー作りも続くことになり、両者の対決は今後も続くこととなった。
その後、究極・至高のメニューによる大ご馳走大会が繰り広げられたようであるが、勝敗については言及が無いため、勝敗は決めなかったと思われる。